# Henricredo Coelho
Henricredo Coelho, conhecido como Palhaço Gafanhoto (São Paulo, 1926 – Curitiba, 13 de setembro de 2018), foi um palhaço brasileiro.
Seus pais eram funcionários do Circo Irmãos Queirolo: o pai era eletricista e a mãe cuidava do guarda-roupa. Nascido no ambiente circense, ainda criança começou a se apresentar com os palhaços. Integrou o grupo Cinco Diabos Brancos, ao lado de membros da família Queirolo. A trupe se apresentava em cassinos entre os anos de 1941 e 1944. Nesse período, adotou o nome artístico de gafanhoto, apelido que ganhou devido aos seus saltos.
Com a proibição dos jogos de azar no Brasil, voltou a trabalhar no circo. Também foi funcionário do Departamento Estadual de Estradas de Rodagem (DER) do Paraná, pelo qual se aposentou. Morreu em 13 de setembro de 2018, em Curitiba, aos 92 anos.
Foi homenageado com a criação do Circo Gafanhoto, iniciativa do Sesc Educação Infantil de Curitiba. Foi um dos entrevistados no documentário O Circo na Cidade de Curitiba (2014), dirigido por Mariana Lima. Recebeu em 2014 a Ordem do Mérito Cultural.